# パトルイユ・ド・フランス
パトルイユ・ド・フランス(Patrouille de France)は、フランス航空宇宙軍のアクロバットチーム。サロン＝ド＝プロヴァンスに本拠地を置く。
パトルイユとは、フランス語で「編隊」を意味する。

## 沿革
フランスでは、ジェット時代になっても実戦部隊内に編成されたパートタイムのアクロチームが多く存在しており、この中から毎年空軍の公式アクロチームを選抜していた。1956年から、ディスプレイに感激したショーのナレーターによる紹介がきっかけで「パトルイユ・ド・フランス」の名称で代表チームは呼ばれるようになる。この選抜システムはジェット戦闘機の複雑化・高コスト化に連れて自然淘汰され、空軍大学の傘下に置かれたフーガ・マジステールのチームがパトルイユ・ド・フランスの名称を継承し、現在に至る。2010年には、ジェットアクロチームとして初めて女性パイロットのビルジニー・ギヨ少佐をリーダーに起用。2013年には創立60周年を迎えた。

## 編成
8機編成で、演技は8機による編隊科目、4機ずつに分かれての科目、6機編隊とソロ2機による科目で構成されるが、リーダーが毎年交代するため、演技内容がシーズンごとに変化するのが特徴。ただ、演技を締めくくる8機全機での「ファイナル・ブレイク」などいくつかの科目には手を加えないという暗黙の了解がある。演技内容のレベルは非常に高く、イギリスのレッドアローズ、イタリアのフレッチェ・トリコローリと並ぶヨーロッパアクロチーム御三家の一角をなしている。チームには毎年3名の新パイロットが加わるが、フォーメーション先頭のリーダー機の後ろ（スロット）に位置する4番機のパイロットが翌年のリーダーの定位置となっている。

## 使用機種
- F-84G サンダージェット (1953–1954)
- ダッソー ウーラガン (1954–1957)
- ダッソー ミステールIV (1957–1964)
- フーガ・マジステール (1964–1981)
- ダッソー/ドルニエ アルファジェット (1981–)

## 事故
2019年7月25日、ペルピニャン＝リヴザルト空港でパトルイユ・ド・フランスのアルファジェットが滑走路を逸脱し、コンクリート壁で停止した。パイロットは脱出したが負傷し、サン＝シプリアンで予定されていた展示飛行は中止された。